# Олекса (зодчий)
Олекса (біл. Алекса, роки народження і смерті невідомі) — руський (волинський) архітектор 13 століття. Виконував замовлення волинських князів Василька Романовича та Володимира Васильковича. Для останнього збудував гради у Кам'янці та Бересті, зокрема Кам'янецьку і втрачену Берестейську вежі. Можливо, брав участь у спорудженні церкви Святого Георгія у Любомлі.
1988 року в Кам'янці встановлено пам'ятник Олексі з зубром роботи скульптора Олександра Лищика. Він став одним із символів міста.

## Галерея

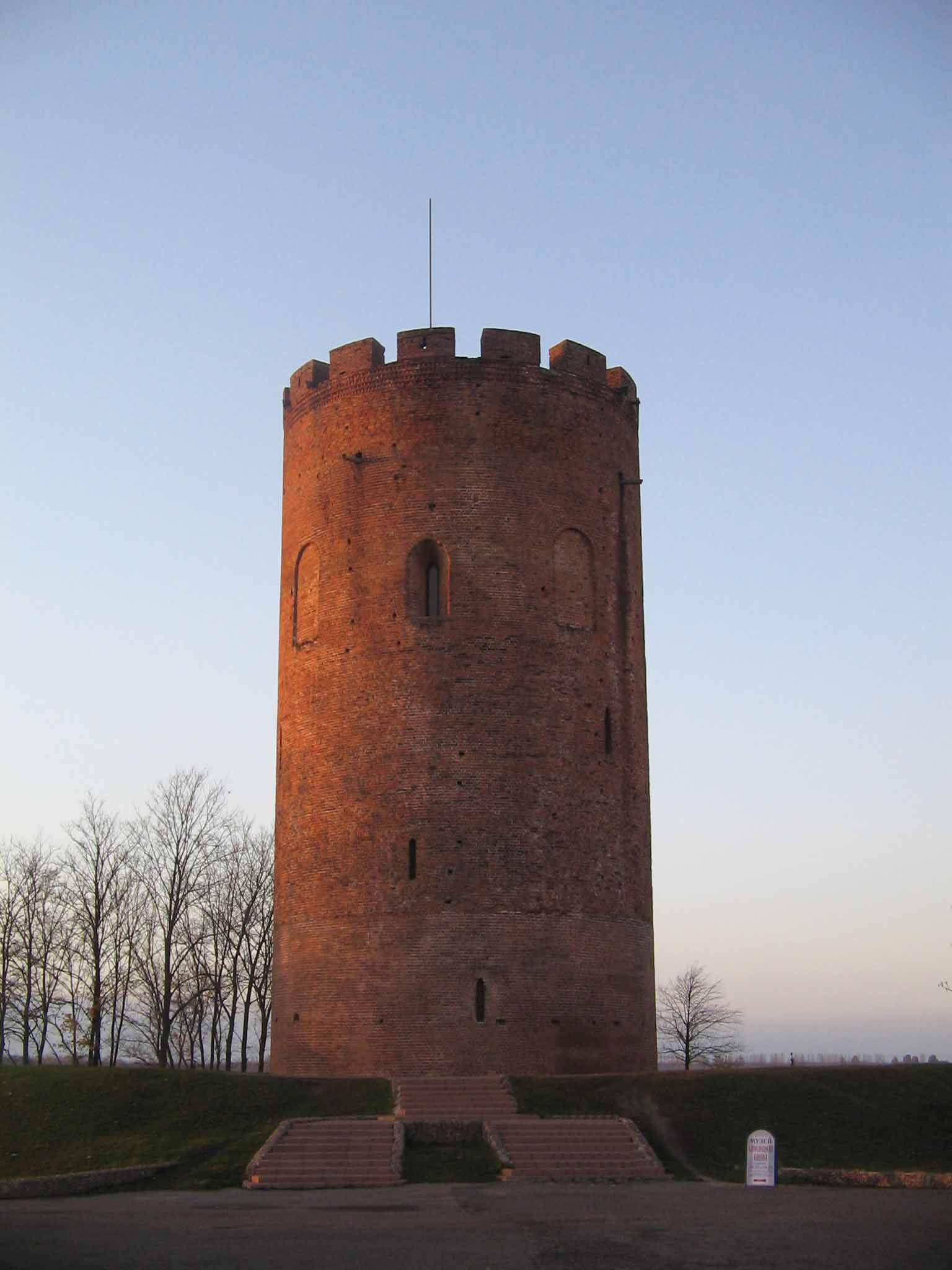
Кам'янецька вежа
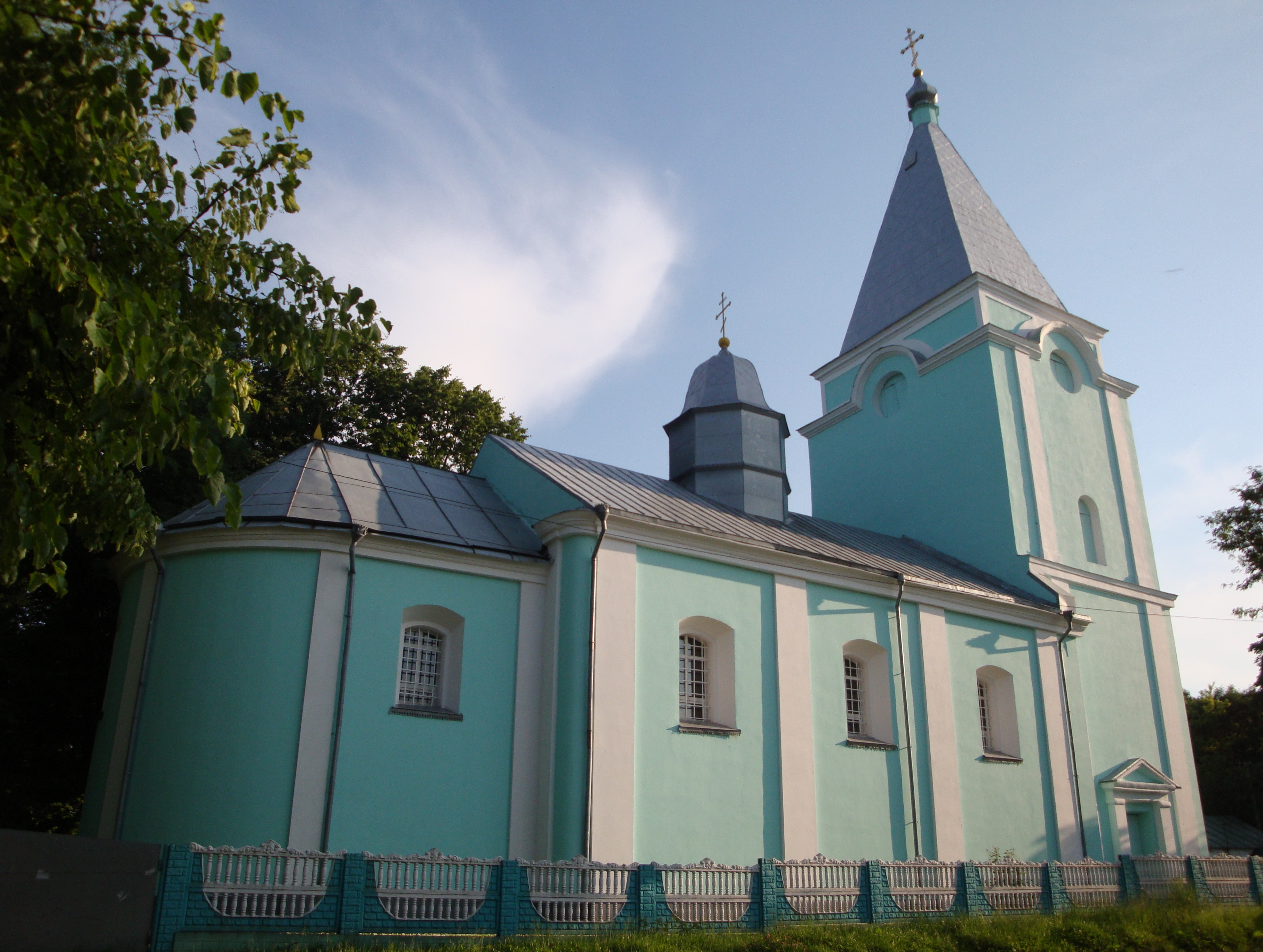
Церква святого Георгія у Любомлі